# Donstiennes
Donstiennes [dɔ̃stjɛn] (en wallon Donstiene) est un village de l'Entre-Sambre-et-Meuse, en province de Hainaut (Belgique). Administrativement il fait aujourd'hui partie de la ville et commune de Thuin, située en Région wallonne. C'était une commune à part entière avant la fusion des communes de 1977.

## Géographie

### Hydrographie
- Le ruisseau de Donstiennes alimentait les bassins de décantation de l’ancienne sucrerie. Le ruisseau, qui coule à l’est du village, est un affluent de la Sambre. Reconquis par la nature les bassins (devenus étangs) ont aujourd’hui un intérêt botanique et ornithologique.

## Évolution démographique
- Sources : INS, Rem. : 1831 jusqu'en 1970 = recensements, 1976 = nombre d'habitants au 31 décembre.

## Histoire
Pendant la seconde moitié du XIIe siècle, Donstienne était liée à une famille portant le nom du village. En 1215, elle passa à la Maison de Barbançon grâce au mariage de Catherine de Donstiennes et de Gilles de Barbançon. La paroisse relevait de l’abbaye d’Aulne, tandis qu’Ossogne, un hameau de Thuillies, était une annexe paroissiale de Donstiennes. L’abbaye de Lobbes possédait cette localité dès le IXe siècle. Le village compte encore aujourd’hui quelques grandes fermes anciennes.
Le château féodal, détruit à la fin du XVIIe siècle par les armées de France et d'Angleterre, aurait été situé à l'emplacement de la « Cense du Château ».
La population envisageait une fusion de leur commune avec Strée et Beaumont ou encore avec Clermont. Cependant, cette dernière option semblait improbable, car Clermont se trouve dans la province de Namur.  

## Liste des bourgmestres de 1830 à 1977
- Louis Gillet, de 19?? à 1977.

## Patrimoine et culture

### Patrimoine architectural

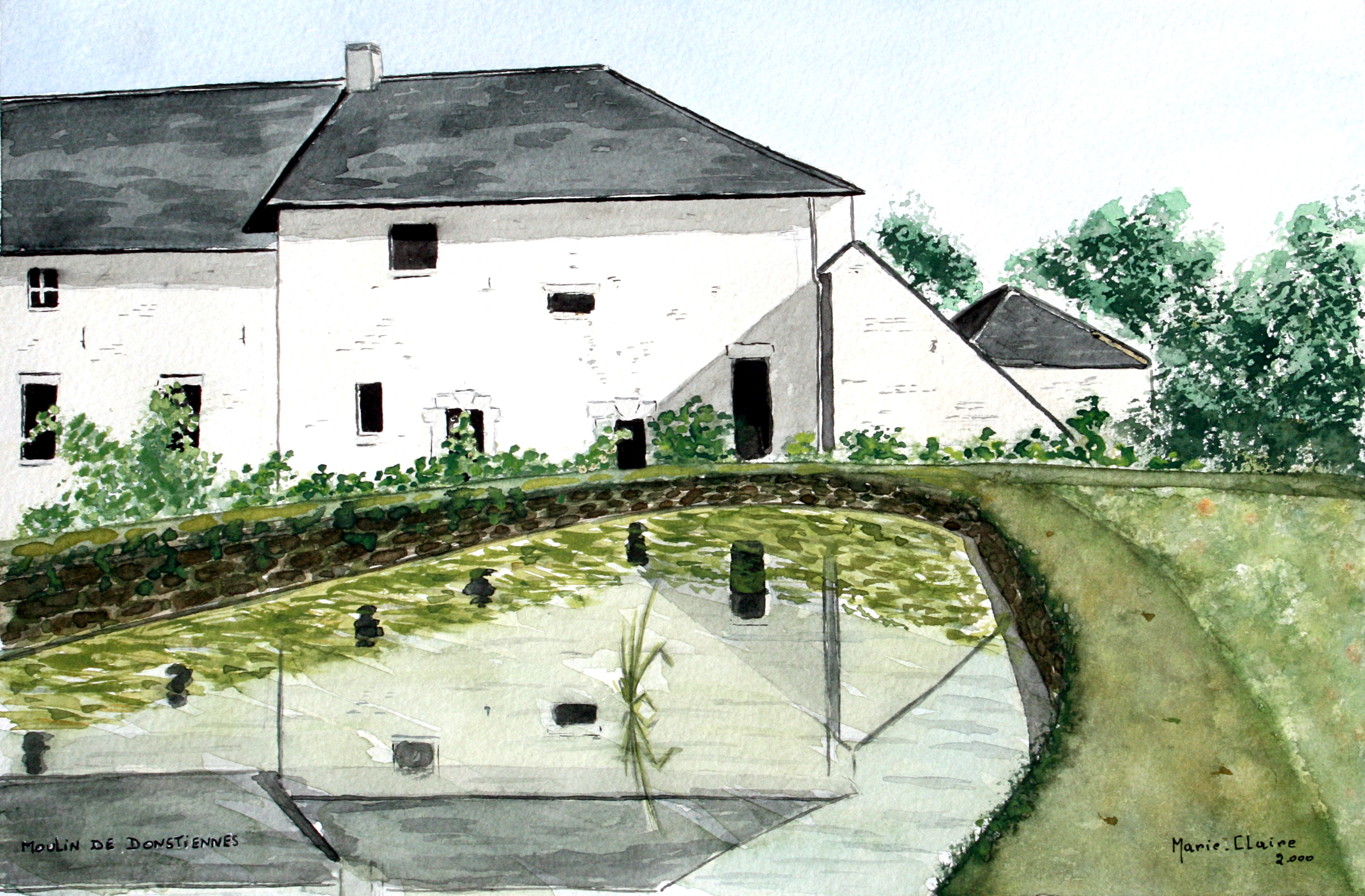
Le moulin à eau de Donstiennes.

- Le moulin hydraulique, qui appartenait à l’abbaye de Lobbes, est situé sur le cours supérieur du « ruisseau de Donstiennes ». Son système hydraulique a été préservé.
- Une chaussée romaine allant de Bavay à Trèves passe en ligne droite entre les villages de Donstiennes (nord) et Strée (sud). Elle s’appelle ‘rue Brunehaut sur une partie de son parcours à Donstiennes.
- L’ancienne ligne de chemin de fer (Ligne 109) , de Mons à Chimay, passait par Donstiennes (gare à Strée). Un RAVeL y a été aménagé.
- L'église Saint-Étienne, construite en calcaire en 1763, a été restaurée entre 1933 et 1938[4].
- École communale, construite dans un style éclectique vers la fin du XIXe siècle[5].
- Ferme du Château, construite aux XVIIIe et XIXe siècles, sur l'emplacement d'un château de 1626, lui-même établi sur le site d'une villa romaine[5].
- Presbytère, construit en briques et en pierre calcaire en 1773[6].
- Cense d'Aulne, reconstruite vers 1777 par l'abbé Scrippe et vendue à un certain Ghysen en 1794, est une ancienne propriété de l'abbaye d'Aulne[6].

## Enseignement
Le village ne possède plus d'école.

## Économie
Localité agricole, elle a vu l'installation d'une sucrerie en 1869, devenue aujourd'hui une zone de développement.

## Personnalité
- Louis de Blois-Châtillon (1506-1566), moine bénédictin, abbé de Liessies et écrivain spirituel est né au château de Donstiennes.